# Наб
Наб (нем. Naab) — река на юге Германии, протекает по земле Бавария, левый приток Дуная. Образуется слиянием рек Хайденаб и Вальднаб. Длина реки составляет 98 км, площадь водосборного бассейна — 5514 км². Средний расход воды в устье — 50,3 м³/с. Падение — 61 м. Одна из крупнейших рек Верхнего Пфальца.

## Название
Название Наб (Naab) происходит от индоевропейского слова «nebh», которое означает влагу или воду. В 700 году река обозначалась как Nabas, в 885 — Napa, в 1005 — Naba, в 1199 — Nabe, в 1245 — Nab и в 1546 — Naab.

## География
Река Наб берёт начало в Верхне-Пфальцском лесу в 9 км к югу от Луэ-Вильденау. Течёт параллельно автодорогам A 93, B 15 и B 8. Впадает в Дунай напротив города Регенсбург.
Основные притоки: Хайденаб, Вальднаб, Фихтельнаб, Швайннаб, Дюрршвайннаб, Фильс.